# Hermann W. von der Dunk

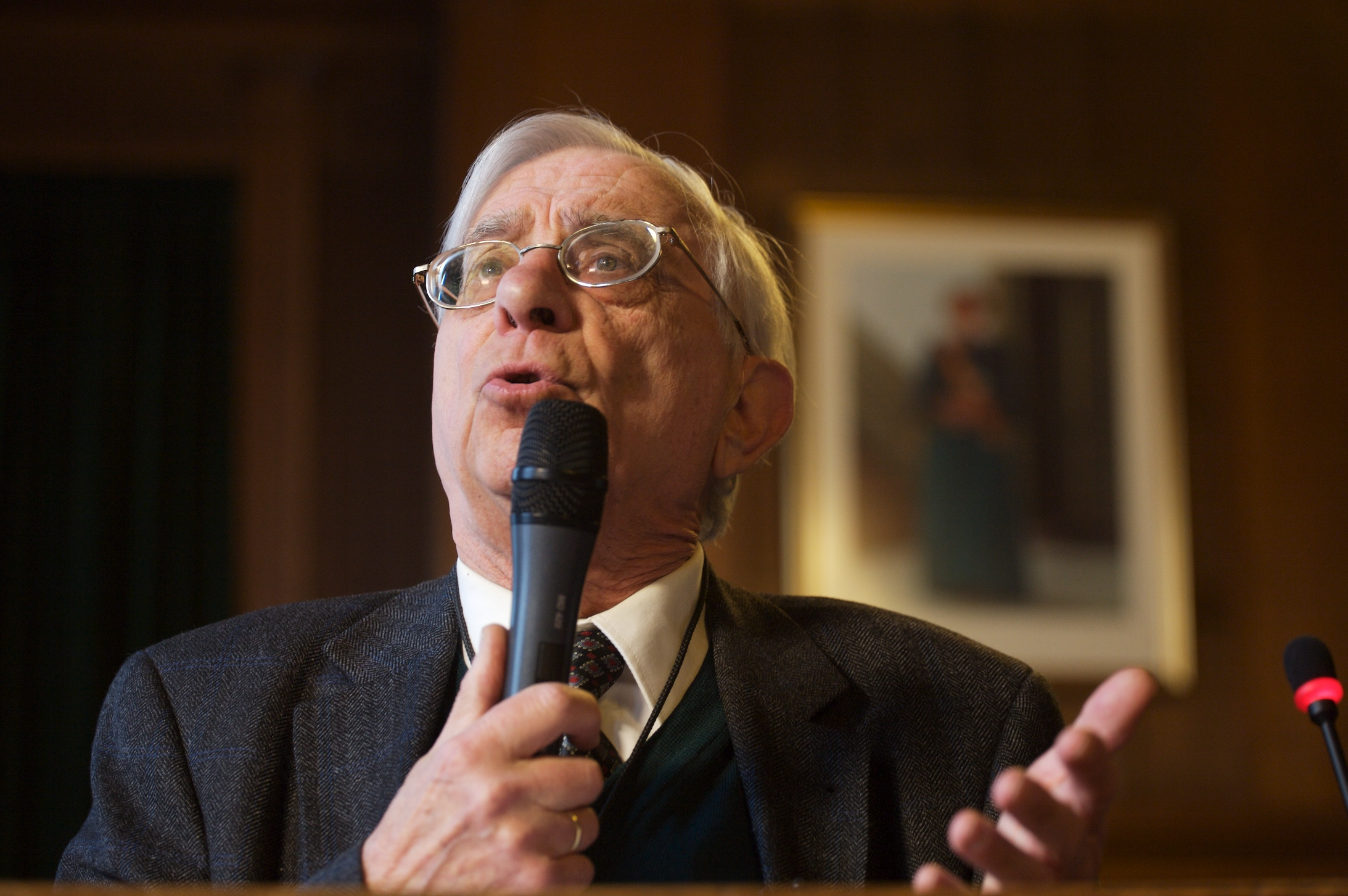
Hermann W. von der Dunk im Jahr 2008.

Hermann Walther von der Dunk (* 9. Oktober 1928 in Bonn; † 22. August 2018 in Bilthoven) war ein niederländischer Historiker und Kulturwissenschaftler deutscher Herkunft. Er war emeritierter Professor für Zeitgeschichte der Universität Utrecht und der Universität Nijmegen.

## Leben
Von der Dunk war ein Sohn von Heinrich Matthias von der Dunk (1903–1991) und Ilse Loeb (1901–1997), der ältesten Tochter des Biochemikers Walter Löb (1872–1916). Sein Vater fand im nationalsozialistischen Deutschland keine Arbeit mehr, weil er mit einer jüdischen Frau verheiratet war. Die Familie floh 1937 in die Niederlande, wo der Vater eine Anstellung als Lehrer an der Werkplaats Kindergemeenschap in Bilthoven unter der Leitung des Reformpädagogen Kees Boeke erhielt. Von der Dunk Junior studierte Geschichte bei dem international bekannten Historiker Pieter Geyl und forschte anschließend am Institut für Europäische Geschichte in Mainz. 1966 promovierte er in Utrecht mit der Dissertation „Der Deutsche Vormärz und Belgien, 1830–1848“. Ein Jahr später wurde er an derselben Universität zum Professor der Geschichte berufen. Im Jahr 1990 wurde er emeritiert.
Von der Dunk publizierte zahlreiche Monographien und Fachartikel in Zeitungen und nationalen wie internationalen Fachzeitschriften. Er war Autor zahlreicher Bücher und schrieb regelmäßig für Tages- und Wochenzeitungen. 1989 wurde er ordentliches Mitglied der Academia Europaea. 1995 erhielt er die Goethe-Medaille.
Von der Dunk ist Vater des Kulturhistorikers Thomas von der Dunk und des Experten für Weltraumrecht Frans von der Dunk. Er ist ein Vetter des britischen Zeithistorikers Anthony Glees. Im Alter von 89 Jahren starb Von der Dunk in Bilthoven.

## Bücher (Auswahl)
- Kulturgeschichte des 20. Jahrhunderts, 2 Bände. Aus dem Niederländischen von Andreas Ecke, Deutsche Verlags-Anstalt, 2004, ISBN 978-3421056047
- Deutsch-niederländische Nachbarschaft: Vier Beiträge zur politischen Kultur, Hermann W. von der Dunk und Horst Lademacher, Waxmann, 1999, ISBN 978-3893257973.
- Walther Rathenau 1867–1922, Akademische Verlagsanstalt (Ava), Leipzig, 1999, ISBN 978-3931982126.
- Deutschland und die Niederlande: zwischen Harmoniewunsch und Abgrenzungsbedürfnis, hrsg. von Günther Rüther, Bonn / Köllen, 1997, Zeitschrift zur politischen Bildung; Jg. 34,1.